# 10. Cserkész Világdzsembori
A 10. Cserkész Világdzsembori egy 1959-ben, a Fülöp-szigeteken, a Mt. Makiling Nemzeti Parkban, Manila közelében 44 ország 12 203 cserkészének részvétele mellett megrendezett dzsembori volt.
Mottója a "Ma építeni a holnapot" volt. Ez volt az első dzsembori Ázsiában.
A Magyar Cserkészszövetséget 1948-ban felszámolták, így világtalálkozókon a magyarok hivatalosan nem vehettek részt a következő négy évtizedben. Ennek ellenére az emigrációban működő magyar cserkészet képviseletében 6-an eljutottak a 10. Világdzsemborira is, majd Indiában réztáblát helyeztek el Kőrösi Csoma Sándor dardzsilingi síremlékén ezzel a felirattal:
With great respect and salutation to our honored countryman, the famous traveler and philologist "KÖRÖSI CSOMA SÁNDOR" – Hungarian Boy Scout Association Contingent to the 10th World Jamboree – August, 1959.